# Mount Teneriffe (Washington)
Mount Teneriffe es una montaña situada en el estado de Washington, conocida por ser una zona de senderismo de Estados Unidos. La montaña tiene 1459 metros de altitud y se localiza en la cordillera de las Cascadas. La montaña toma su nombre de la isla de Tenerife en España.